# Gnathia indoinsularis
Gnathia indoinsularis är en kräftdjursart som beskrevs av Jörundur Svavarsson och Jorundsdottir 2004. Gnathia indoinsularis ingår i släktet Gnathia och familjen Gnathiidae. Inga underarter finns listade i Catalogue of Life.